# Gymnodactylus
Genre
Gymnodactylus est un genre de geckos de la famille des Phyllodactylidae.

## Répartition
Les espèces de ce genre sont endémiques du Brésil.

## Liste des espèces
Selon The Reptile Database (11 février 2013) :
- Gymnodactylus amarali Barbour, 1925
- Gymnodactylus darwinii (Gray, 1845)
- Gymnodactylus geckoides Spix, 1825
- Gymnodactylus guttulatus Vanzolini, 1982
- Gymnodactylus vanzolinii Cassimiro & Rodrigues, 2009

## Publication originale
- Spix, 1825 : Animalia nova sive species nova lacertarum quas in itinere per Brasiliam annis MDCCCXVII-MDCCCXX jussu et auspicius Maximiliani Josephi I Bavariae Regis suscepto collegit et descripsit Dr J. B. de Spix, p. 1-26 (texte intégral).